# Flamen martialis
El Flamen Martialis a la religió a l'antiga Roma, era el summe sacerdot del culte oficial de l'estat de Mart, el déu de la guerra. Va ser un dels tres alts sacerdots que tenien una posició distingida entre els quinze flamens. El Flamen Martialis era el responsable dels ritus públics als dies consagrats a Mart i, entre els seus deures, es trobava el ritual de brandar les llances sagrades de Mart quan l'exèrcit romà es preparava per a la guerra. Com d'altres flamines maiores, el summe sacerdot de Mart era un patrici que havia de casar-se durant la cerimònia de confarreatio.

## Deures
Al festival Larentàlia per l'abril, el Flamen martialis va vessar libacions en honor d'Acca Laurèntia, esposa de Faustulus, el pare adoptiu dels fundadors bessons de Roma, Ròmul i Rem. És assumit pels erudits moderns, encara que no s'esmenta específicament en cap font antiga, que el Flamen martialis va presidir el Cavall d'octubre, un sacrifici d'un cavall a Mart en el Camp de Mart.
Els flamens més importants van ser sotmesos a diverses prohibicions religioses que van restringir les seves carreres militars i polítiques. Als anys 240 aC., per exemple, el cònsol i Flamen martialis Aule Postumi Albí no podia assumir el seu comandament militar, perquè el pontifex Maximus Luci Cecili Metel, va invocar la prohibició contra un Flamen martialis que abandonava la ciutat.

## Llista de flamines martiales
El sacerdoci va ser sostingut per a tota la vida; les dates que figuren a continuació representen l'any en què es registra el sacerdoci.
- Aule Postumi Albí (cònsol 242 aC), ca. 244 abans de Crist.
- Marc Livi Salinator, d. 204 abans de Crist.
- Luci Veturi Filó II, el seu successor en el 204 abans de Crist.[5]
- Publius Quinctilius Varus, d. 169 abans de Crist.[6]
- Luci Postumi Albí (cònsol 154 aC), successor de l'anterior en 168 fins a la seva mort durant el seu consolat.[7]
- Luci Valeri Flac (cònsol 131 aC). Probablement successor d'AlbÍ en 154 abans de Crist.[8]
- Luci Valeri Flac (cònsol 100 aC) i princeps senatus en el 86 abans de Crist.
- Luci Corneli Lèntul Níger (56 aC?), Successor dels precedents el 69 aC, i notable pel registre detallat del sopar pontifici celebrat per a la seva inauguració.[9]
- Luci Lèntul, ca 25 aC.[10]
- Gaius Junius Silanus, cònsol l'any 10 de nostre era.[11]